# Visa Electron
Visa Electron — дебетовая карта, доступная почти во всём мире, за исключением Канады, Австралии и Ирландии. Карта была представлена компанией VISA в 1980-х гг. и является родственной картой Visa Debit (до октября 2004 г. Visa Delta). Разница заключается лишь в том, что картой Visa Electron можно заплатить только ту сумму, которая доступна на счёте, но не большую, в то время, как Visa Debit допускает ограниченный овердрафт. Если логотип Visa Electron — единственный логотип VISA на карте, она всегда будет требовать онлайн-авторизации, средства проверяются при каждой транзакции.
Карта обладает разными спецификациями, в зависимости от региона. Например, одни банки могут выпускать её как дебетовую карту, другие — как кредитную, однако в большинстве случаев карта выпускается как дебетовая. В этом случае запрос на предоставление платёжной карты не требует каких-либо доказательств дохода клиента.
Помимо хранения средств, карта позволяет владельцу снимать наличные в банкоматах даже вне страны держателя карты, в отличие от обычных банковских карт, выдаваемых в некоторых странах. Это благодаря тому, что карты Visa Electron подключены к межбанковской сети PLUS.
В Великобритании Visa Electron принимается не везде (как, например, её сестра — Visa Debit), но часто предлагается в качестве дебетовой карты для детского счета. В других странах, например, в Австралии, ретейлеры обязаны принимать карту в рамках программы VISA «Accept All Cards», что также справедливо для обычной карты Visa Debit, хотя сами карты в этих странах не выдаются.
В странах, где существуют строгие критерии выдачи кредитных карт, Visa Electron стала популярной среди молодёжи и студентов, потому что 